# عين السيدة
عين السيدة هي قرية لبنانية من قرى قضاء عاليه في محافظة جبل لبنان.